# 7865 Françoisgros
A 7865 Françoisgros 1982 FG3 a Naprendszer kisbolygóövében található aszteroida. Henri Debehogne fedezte fel 1982. március 21-én.